# Nicola Chiaromonte
Nicola Chiaromonte (ur. 12 lipca 1905 w Rapolla, zm. 18 stycznia 1972 w Rzymie) – włoski eseista i działacz antyfaszystowski.

## Życiorys
W 1934 roku Chiaromonte opuścił Włochy, sprzeciwiając się w faszystowskiemu rządowi Benita Mussoliniego. Walczył podczas hiszpańskiej wojny domowej po stronie republikańskiej w eskadrze André Malraux. W 1941 roku przeniósł się do Nowego Jorku, gdzie był ważną postacią wśród lewicowych ruchów sprzeciwiających się stalinizmowi. W latach 1956–1968 z Ignazio Silonem współredagował włoski miesięcznik Tempo presente.
Zmarł na atak serca w Rzymie, podczas nagrywania wywiadu radiowego.
Chiaromonte za swojego mistrza i „przewodnika duchowego” uważał Andreę Caffiego (1886-1955), „włosko-rosyjskiego kosmopolitę, człowieka skrytego, o zadziwiającej kulturze i szerokości zainteresowań”, którego poznał w Paryżu w 1932 roku. Do śmierci Caffiego Chiaromonte toczył z nim dyskusje na tematy polityczne, społeczne i kulturalne. Książka Critica della violenza (Krytyka przemocy) Caffiego z 1966 roku została przygotowana do druku i opatrzona przedmową przez Chiaromontego.

## Wybrane publikacje

### W języku oryginalnym
- 1960 La situazione drammatica
- 1971 Credere e non credere
- 1976 Scritti politici e civili (pisma polityczne)
- 1976 Scritti sul teatro (pisma teatralne)
- 1978 Silenzio e parole (pisma literacko-filozoficzne)
- 1992 Il tarlo della conscienza (z przedmową Gustawa Herlinga-Grudzińskiego)
- 1995 Che cosa rimane. Taccuini 1955-1971 (z przedmową Wojciecha Karpińskiego)
- 2013 Fra me e te la verità, lettere a Muska (pod redakcją Wojciecha Karpińskiego i Cesare Panizza, posłowie Wojciech Karpiński)

Trzy tomy wydane w latach 1976–1978 opracowała po śmierci pisarza wdowa po nim, Miriam Chiaromonte.

### W języku angielskim
- 1970 The Paradox of History: Stendhal, Tolstoy, Pasternak and Others
- 1976 The Worm of Consciousness and Other Essays (pod redakcją Miriam Chiaromonte, wstęp Mary McCarthy)

### W języku polskim
- 1996 Granice duszy (tłum. Stanisław Kasprzysiak)
- 2001 Co pozostaje. Notesy 1955-1971 (tłum. Stanisław Kasprzysiak)
- 2014 Notatki (tłum. Stanisław Kasprzysiak)
- 2018 Listy do Muszki (tłum. Alina Kreisberg)